# Volksbank Wetzlar-Weilburg
Die Volksbank Wetzlar-Weilburg eG war eine Genossenschaftsbank und hatte einen wechselnden Sitz zuletzt in Wetzlar zuvor in Weilburg. Das Geschäftsgebiet der Bank erstreckte sich an Lahn und Dill zwischen den Städten Wetzlar und Weilburg. Östlich schließt sich das Geschäftsgebiet der Volksbank Heuchelheim an, westlich das der Vereinigten Volksbank Limburg.

## Geschichte
Die Volksbank Wetzlar-Weilburg eG in ihrer Form resultierte aus einer Fusion im Jahr 1996 zwischen der Raiffeisenbank Wetzlar eG und der Volksbank Weilburg-Wetzlar eG.
Am 26. Februar 2009 gaben die Vorstände und Aufsichtsräte der Volksbank Mittelhessen eG sowie der Volksbank Wetzlar-Weilburg eG bekannt, den Vertreterversammlungen die Fusion rückwirkend zum 31. Dezember 2008 vorzuschlagen.
Am 15. Juni 2009 wurde auf der Vertreterversammlung mit 97,02 % einer Fusion zugestimmt, die rückwirkend zum 1. Januar erfolgt. Anfang November 2009 erfolgte die technische Umstellung.

## Geschäftsstellen
Mit 42 Geschäftsstellen erreichte die Volksbank Wetzlar-Weilburg eG eine weitgehend vollständige Gebietsabdeckung in der Stadt Wetzlar und ihrem westlichen und südlichen Umland sowie in einem Großteil des ehemaligen Oberlahnkreises im Landkreis Limburg-Weilburg.